# Papiro Carlsberg
Il papiro Carlsberg è un antico papiro egizio che tratta di medicina. Scritto principalmente in ieratico e in demotico, con alcune parti in greco antico e geroglifico, il papiro Carlsberg è il più prezioso papiro egizio di argomento medico. Il papiro parla soprattutto della cura di malattie degli occhi e gravidanza. Si trova presso l'Egyptological Institute dell'università di Copenaghen.

## Storia
Alcuni frammenti della collezione del papiro Carlsberg risalgono al 200 a.C. circa, mentre altri (come i manoscritti Tebtunis) risalgono al I secolo circa.
Aksel Volten divenne proprietario della collezione nel 1943. Dal 1954 poté allargarla tramite nuove acquisizioni con fondi provenienti soprattutto dalla Carlsberg Foundation.

## Contenuto
Il contenuto del papiro è molto vario, ma si focalizza soprattutto sul trattamento delle malattie degli occhi ed alla gravidanza. La struttura del papiro è molto simile a quella dei papiri Kahun e di Berlino.
La collezione fu ulteriormente espansa tramite l'acquisizione dai professor H. O. Lange e C. E. Sander-Hansen, possessori di numerosi papiri. Due codici copti acquistati da Carl Schmidt ed l'insegnamento di re Merikare furono aggiunti in seguito.
In totale si parla di oltre 600 manoscritti, alcuni dei quali formati da dozzine o centinaia di frammenti diversi.